# Ребельский, Иосиф Вениаминович
Иосиф Вениаминович Ребельский (16 октября 1894, Казатин, Украина — 1949, Москва [?]) — врач-психиатр, психолог, педагог; профессор (1933).

## Биография
Окончил медицинский факультет Саратовского Университета (1922), работал врачом-психиатром в Саратове и Москве.
В начале 1920-х — зав. Отделом народного образования Губкома Саратова, «чрезвычайно преданный делу и рационально к нему относящийся… несмотря на враждебное отношение сотрудников-коммунистов»(1).
В 1930-е годы — зав. кафедрой психофизиологии труда Всесоюзной Промышленной Академии. С 1939 — учёный секретарь НИИ Школ.
С 1945 по 1948 — начальник лаборатории авиационной медицины ВВС МВО. Популярный оратор, разъезжавший с лекционными турами по стране. Автор нескольких книг по организации образования и самообразования, одна из которых, «Азбука умственного труда», выдержала 14 изданий. 
В 1941 добровольцем пошёл на фронт, в 1941-45 служил главным психиатром Западного, затем 3-го Белорусского фронта в звании подполковника медицинской службы; был ранен, контужен, выходил из окружения. Организовал систему психиатрической и экстренной психологической помощи военнослужащим, пострадавшим в чрезвычайных ситуациях; сформулировал принципы и задачи этой помощи, сохранившие актуальность вплоть до настоящего времени (3).
В 1944 г, вступив с армией в Литву, принял деятельное участие в организации в Вильнюсе и Каунасе двух детских домов для более чем 400 еврейских детей, уцелевших во время Холокоста(2).
В 1948 г репрессирован по обвинению в сионизме; посмертно реабилитирован в 1956 г.
По имеющимся сведениям, скончался в Бутырской тюрьме в июне 1949 г.

## Семья
- Брат — Давид Вениаминович Ребельский (1889, Казатин — 1959, Сент-Луис, США) — лингвист, педагог, деятель международного сионистского движения.
- Жена — Фаня (Фейга-Тема) Сауловна Колдобская (1894—1946) — фармацевт.
  - Сын — Александр Иосифович Ребельский (1927—2013) — журналист, главный редактор издательского дома «Сельская новь».
  - Дочь — Любовь Иосифовна Кузнецова (1922—2017) — журналист, литсотрудник «Военного обучения» (1944—1945), затем «Пионерской правды» (1945—1950), из которой была изгнана, как дочь врага народа. В период с 1950-го по 1980-е годы опубликовала семь книг и множество очерков на научно-популярные темы; в 2001—2005 — автор ряда историко-биографических очерков, напечатанных журналом «Вестник».